# 도루돈
도루돈(Dorudon→창날 이빨)은 바실로사우루스와 동시기, 에오세 말기인 4천 1백만 년 ~ 3천 3백만 년 전에 생존한 고대 고래이다. 몸길이는 5 m 정도이고, 작은 물고기나 연체동물을 잡아먹는 포식성 동물이었던 것으로 추측된다. 도루돈아과는 전 세계의 따뜻한 바다에 분포했으며, 테티스 해의 해안이었던 북아메리카, 이집트, 파키스탄 등지에서 화석이 발견된다.

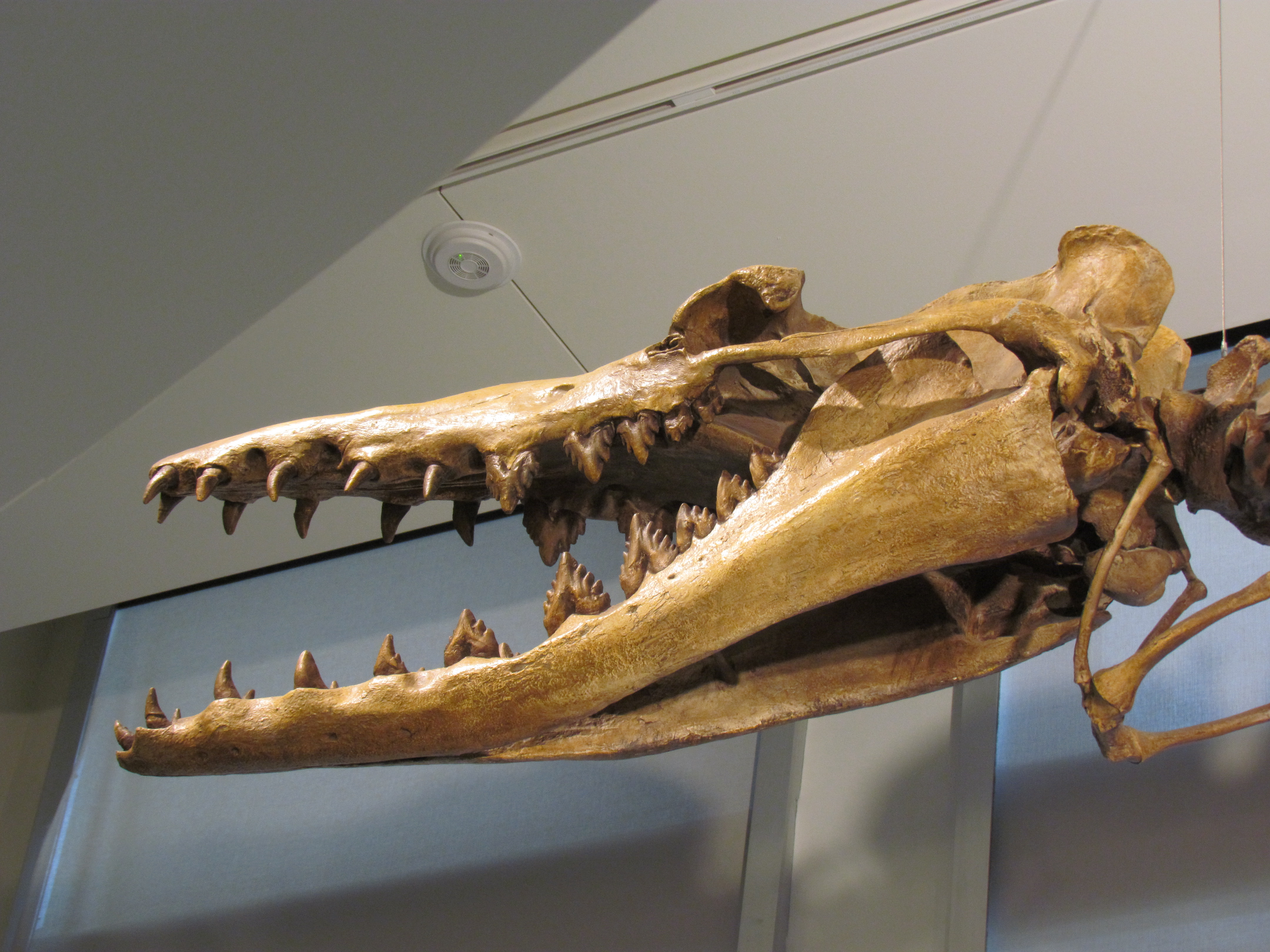
도루돈 아트록스(D. atrox)의 두개골.

## 외형
도루돈(Dorudon)은 중간 크기의 고래로, 길이가 5미터(16피트)이고 무게가 1-2.2톤 (1.1-2.4 short ton) 에 달한다. 도루돈은 바실로사우로스와 화석이 비슷하지만 크기가 작아 원래 바실로사우루스의 어린 개체로 여겨졌다. 이후 도루돈의 어린 개체가 발견되면서 이들은 다른 속으로 밝혀졌다. 도루돈은 현대 고래와 매우 비슷해 보이지만, 바실로사우루스와 도루돈은 후손들이 현대 고래처럼 반향 위치 측정을 효과적으로 사용할 수 있는 멜론 기관이 부족했다. 다른 바실로사우루스과와 마찬가지로, 이들의 콧구멍은 주둥이에서 머리 꼭대기까지의 중간 지점에 있다.

### 치열
고래류의 경우 일반적으로 위쪽 앞니는 뺨 치아와 정렬되어 있으며, 작은 앞니를 제외하고는 아래쪽 앞니가 들어가는 구덩이가 포함된 큰 치아 사이의 간격으로 분리되어 있다. 위쪽 앞니는 하나의 뿌리가 있는 단순한 원뿔니로, 부속 치아가 없으며 아래쪽 앞니와 구별하기 어렵다. 위쪽 앞니는 대부분의 표본에서 누락되어 있으며 두 표본에서만 알려져 있다. 위쪽 송곳니는 위쪽 앞니보다 약간 더 크며, 이들과 마찬가지로 약간 입 쪽으로 또는 치아의 앞쪽으로 향한다.

## 두개골
내두개골에 대한 연구에 따르면, 도루돈의 대뇌화는 육상 중조류의 대뇌화보다 크지 않았다

## 발굴
Gibbes 1845는 사우스케롤라이나에서 발견된 단편적인 상악골과 몇 개의 이빨을 기반으로 도루돈의 외형을 설명했다.그는 이 이빨들이 두 개의 뿌리를 가지고 있었기 때문에 포유류에 속했을 것이고, 속이 비어 있었기 때문에 어린 개체의 치아였을 것이라고 결론지었으며, 또한 당시 바실로사우루스에게서 묘사된 이빨들과의 유사성에 주목했다. 유형 지역을 탐험하던 중, Gibbes는 아래 턱 뼈와 12개의 꼬리 뼈를 발견했는데, 이를 원래 화석과 함께 바실로사우루스과에 포함해야 한다고 느꼈다. Gibbes는 도루돈이 어린 바실로사우루스이라고 결론지었고, 그 결과 그의 새로운 속 주장을 철회했다.
그러나 GIbbes는 하버드 대학교의 Louis Agassiz가 자신의 표본을 조사하는 것을 허락했고,  Louis Agassiz는 이것이 어린 개체의 치아도 아니고 바실로사우스의 치아도 아니며, Gibbes가 처음 제안한 것처럼 별도의 속에 속한다고 대답했다.

Andrews, C. W.은 카이로 지질 박물관에서 그에게 제시 거의 완전한 두개골, 치아, 그리고 세 개의 관련 척추뼈를 기반으로 한 도루돈 아트록스(Dorudon atrox) (="Proto-Basilosaurus")를 설명했다. 그러나 Remington Keloogg는 Andrews, C. W.의 표본이 어린 개체임을 깨닫고, Andrews, C. W.이 설명한 도루돈 이시스와 동일한 종으로 추정했다. Remington Keloogg는 또한 바실로사우루스 이시스라는 이름이 적합하지 않다고 생각하여 도루돈 이시스로 재분류했다. 그 이후로 골격의 거의 모든 부분을 포함하여 많은 표본이 도루돈 아트록스로 언급되었으며, 이는 어린 개체의 바실로사우루스가 아닌 별도의 속임이 분명해졌다.  Remington Keloogg는 20세기 초 이집트에서 설명된 바실로사우루스의 여러 종을 도루돈속에 포함시켰다.  Philip D. Gingerich는 이 네 종을 Saghacetus osiris로 분류했다.
현재 도루돈의 분류학적 상태는 Uhen 2004년에 개정된 도루돈과 도루돈 아트록스에 대한 상세한 설명에 기반하고 있다. 그 이전에는 도루돈의 분류 체계가 혼란스러웠으며 제한된 표본 집합을 기반으로 하고 있었다.

## 고생태
도루돈의 어린 개체들은 배고픈 바실로사우루스의 먹이가 되었을 가능성이 있다. 이는 일부 어린 도루돈의 두개골 화석에서 치유되지 않은 물린 자국에서 볼 수 있다.

## 같이 보기
• Evolution of cetaceans
1. ↑  Robbrt W. Gibbes (1845년 5월 1일). 《Meeting for Business, June 24th, 1845; Description of the Teeth of a New Fossil Animal Found in the Green Sand of South Carolina》. Proceedings of the Academy of Natural Sciences of Philadelphia.